# Artur Tamagnini de Sousa Barbosa
Artur Tamagnini de Sousa Barbosa (Lisboa, 31 de Agosto de 1881 - Macau, 10 de Julho de 1940) foi um administrador colonial que por três vezes desempenhou o cargo de Governador de Macau.

## Biografia
Casou com a poetisa Maria Anna Acciaioli Tamagnini, e faleceu durante o seu terceiro mandato como governador da antiga colónia portuguesa de Macau.

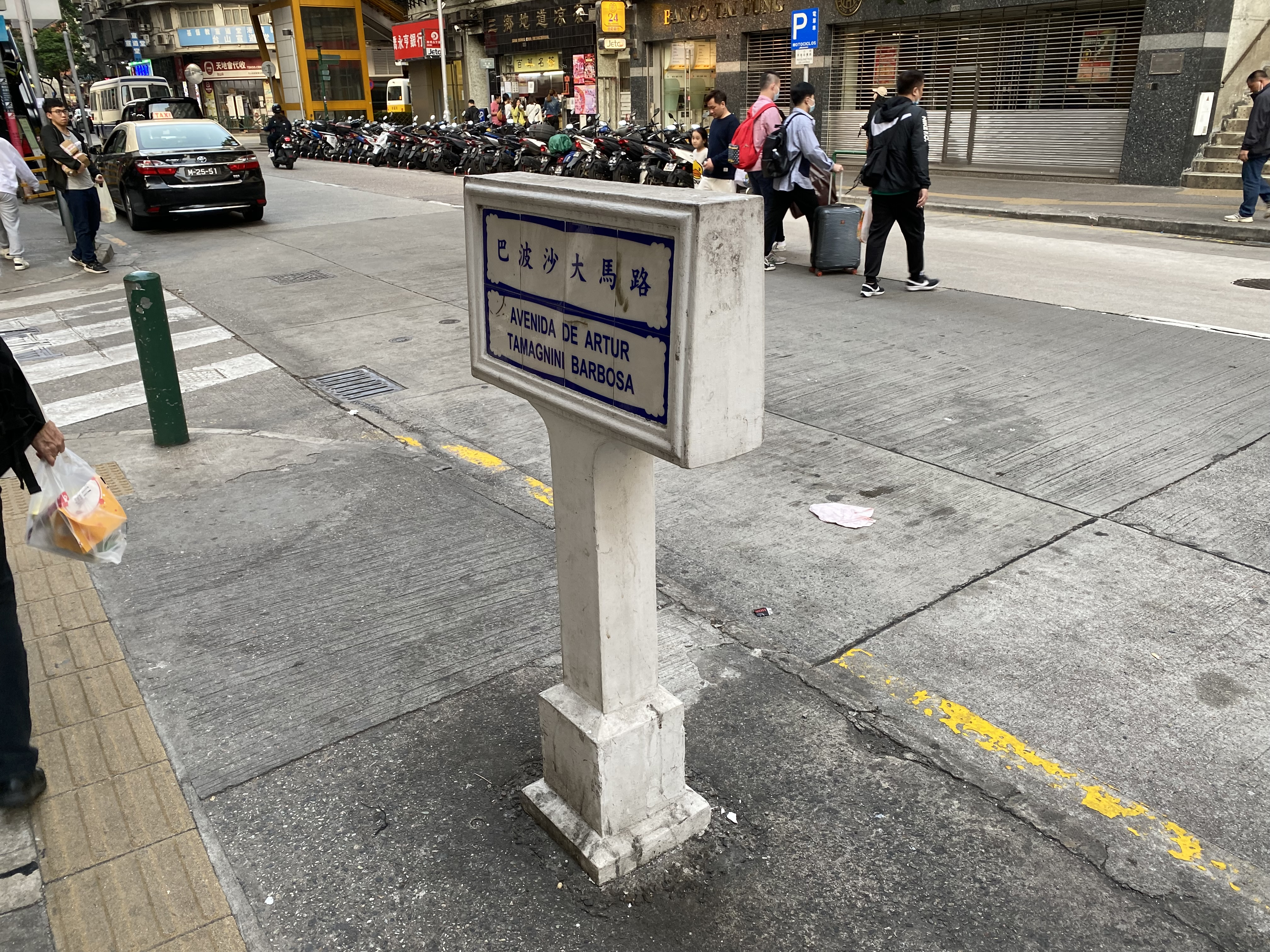
Avenida com o seu nome em Macau, em foto de 2023.

Iniciou o seu primeiro mandato em 1918, tendo como residência oficial o Palácio de Santa Sancha, localizado na Freguesia de S. Lourenço.
O seu terceiro mandato foi muito mais difícil de desempenhar do que os outros dois porque, neste último mandato, ele teve que preparar Macau para enfrentar a Segunda Guerra Mundial e negociar com os japoneses para que estes respeitassem a neutralidade desta pequena colónia portuguesa. Este seu difícil trabalho foi depois transferido para Gabriel Maurício Teixeira, Governador de Macau entre 1940 a 1947.
Encontra-se colaboração da sua autoria na Gazeta das colónias  (1924-1926).

## Mandatos como Governador de Macau
- 12 de Outubro de 1918 a 1919
- 8 de Dezembro de 1926 a 1930
- 11 de Abril de 1937 a 1940